# Общественный совет талышей Азербайджана
Общественный совет талышей Азербайджана (ОСТА, ATİŞ) — организация созданная группой общественных активистов и интеллигенцией талышей 10 декабря 2019 года в День прав человека. ОСТА неоднократно подавал заявки на официальную регистрацию в Азербайджане, но постоянно получает отказ в регистрации.

## Необходимость создания
Согласно учредительному документу ОСТА, его создание было исторической необходимостью. Хотя правительство Азербайджана обязалось присоединиться к Европейская хартия региональных языков при вступлении в Совет Европы, оно ещё не сделало этого. Рамочная конвенция о защите национальных меньшинств не соблюдается в отношении талышей.
Также отсутствие ответа на обращения в правительство по поводу преподавания талышского языка, подготовки специалистов по этому языке, организации радио- и телепрограмм на талышском языке, бюджетного финансирования талышской прессы обусловило необходимость создания ОСТА.
Цель ОСТА реализовать и защитить права талышей; мирно, терпеливо, разумно и сдержанно добиваться формирования в стране цивилизованного гражданского общества в рамках норм, установленных Конституцией Азербайджанской Республики и международных документов, к которым присоединилась Азербайджанская Республика.

## Учредители
Основополагающее заявление подписали: Али Агаев (член партии «Мусават»), Нариман Агазаде (археолог-этнограф), Абилов, Атахан (Комитет юристов Нидерландов по правам человека), Микаил Гаджиев (ветеран Карабахской войны), Мирфаяз Ликмакани (поэт), Гилал Мамедов (правозащитник), Яшар Назаров (член партии «Народный фронт»), Ильтифат Рагимов (член партии «Айдынлар»), Мехдибей Сафаров (председатель Азербайджано-Талышского Общественного Объединения) и другие.

## Сопредседатели
Организационный вопрос был рассмотрен на общем собрании ОСТА, состоявшемся 29 января 2020 года в Баку, и были избраны сопредседатели ОСТА, Правление и Контрольно-ревизионная комиссия. Гилал Мамедов, Мехдибей Сафаров и Атахан Абилов были избраны сопредседателями ОСТА сроком на 2 года.

## Документ ОСТА о родном языке
По случаю Международного дня родного языка 21 февраля 2020 года ОСТА представил азербайджанской общественности «Позиционный документ о нынешнем состоянии талышского языка в Азербайджанской Республике и неотложные меры в этом направлении». В документе подчёркивается необходимость выполнения правительством Азербайджана указаний Рамочной конвенции о защите национальных меньшинств, а также ратификации Европейской хартии региональных языков. Предлагается ввести обязательное преподавание талышского языка в школах с 1-го по 9-й класс, а также обновить учебники и учебные пособия. В то же время предлагается открыть факультеты талышского языка и литературы в некоторых университетах и колледжах страны, создать кафедру талышского языка в Национальной Академии Наук. В меморандуме также обсуждается создание библиотеки книг на талышском языке и произведений мировой литературы, переведённых на талышский язык. Для развития талышского языка предлагается начать трансляцию теле- и радиопрограмм и профинансировать эту деятельность за счёт государства.

## Альтернативный отчёт ОСТА
В сентябре 2021 года ОСТА был подготовлен альтернативный отчёт для Совета Европы о выполнении Рамочной конвенции Совета Европы о защите национальных меньшинств в Азербайджанской Республике для защиты талышского народа, за период с 2016 по 2021 годы. Данный отчёт вызвал резко негативную оценку в местных СМИ Азербайджана, где создавших назвали сепаратистами, а отчёт неправдивым. Между тем сам отчёт отражает весьма острые проблемы талышского народа в стране.
Отчёт рассказывает, что талыши не признаны правительством в Азербайджане как народ или национальное меньшинство. Правительство проводит политику фактической ассимиляции талышей и стремится к исчезновению талышского народа в кратчайшие сроки. Название «Талыш» запрещено в стране. В стране не зарегистрировано талышских НПО. Слово «талыш» не произносится ни в парламенте Азербайджана, ни в выступлениях официальных лиц. С момента обретения страной независимости талышские общественные и культурные деятели подвергаются преследованиям и притеснениям и называются «сепаратистами». На талышском языке нет ни радио, ни телевидения, и талыши лишены права на образование на своем родном языке. Талышское общество не имеет права на самоуправление. Главы исполнительной власти талышских районов не являются талышами. В некоторых случаях депутаты парламента, назначаемые от талышской области, являются людьми, не имеющими ничего общего с талышским народом и не представляют талышский народ.
В конце отчёта Общественный совет талышей Азербайджана резюмирует, что Рамочная конвенция Совета Европы о защите национальных меньшинств ещё не реализована Азербайджанской Республикой в отношении талышского народа.

## ОСТА об избрании Ленкорани «молодёжной столицей тюркского мира»
В ноябре 2023 года ОСТА обратился к генеральному секретарю Организации тюркских государств Кубаничбеку Омуралиеву с возражением. Поводом для обращения стала кандидатура на избрание Ленкорани «молодёжной столицей тюркского мира» в 2024 году.
Атахан Абилов пишет, что совет ОСТА глубоко обеспокоен выдвижением города Ленкорани в качестве кандидата на звание «Молодёжной столицы тюркского мира» в 2024 году и выражает решительные возражения. ОСТА считает это актом культурной агрессии против Талыша. ОСТА считает, что целью этих мер является ускорение ассимиляции талышей, которые де-факто являются второй по численности этнической группой страны.